# Segundo Gobierno Rivero
El Segundo Gobierno Rivero  es la composición del gobierno de las Islas Canarias desde el 8 de julio de 2011, durante la VIII legislatura del Parlamento de Canarias. Estuvo presidido por Paulino Rivero.

## Historia
Después de que Coalición Canaria quedase como segunda fuerza en el Parlamento de Canarias tras las elecciones del 22 de mayo de 2011, Paulino Rivero es investido como Presidente del Gobierno de Canarias gracias a los votos del PSOE en el Parlamento. La composición del Segundo Gobierno Rivero comenzó el 8 de julio de 2011.
El gobierno está formado por 8 consejerías en total y 1 vicepresidencia, donde se combinan el gabinete con carteras correspondientes a Coalición Canaria y otras al PSOE.

## Composición
| Partido Político                                                       |                                             | Coalición Canaria                                     |
| Partido Político                                                       | PSOE de Canarias                            |                                                       |
| Cargo                                                                  | Nombre                                      | Nombre                                                |
| Presidente                                                             |                                             | Paulino Rivero Baute                                  |
| Vicepresidente Consejería de Educación, Universidades y Sostenibilidad |                                             | José Miguel Pérez García                              |
| Consejería de Economía, Hacienda y Seguridad                           |                                             | Javier González Ortiz                                 |
| Consejería de Presidencia, Justicia e Igualdad                         |                                             | Francisco Hernández Spínola                           |
| Consejería de Agricultura, Ganadería, Pesca y Aguas                    |                                             | Juan Ramón Hernández Gómez                            |
| Consejería de Cultura, Deportes, Políticas Sociales y Vivienda         |                                             | Inés Nieves Rojas de León                             |
| Consejería de Empleo, Industria y Comercio                             |                                             | Margarita Isabel Ramos Quintana (Hasta el 03/01/2013) |
| Consejería de Empleo, Industria y Comercio                             | Francisca Luengo Orol (Desde el 03/01/2013) |                                                       |
| Consejería de Obras Públicas, Transportes y Política Territorial       |                                             | Domingo Berriel Martínez                              |
| Consejería de Sanidad                                                  |                                             | Brígida Mendoza Betancor                              |